# TT Гончих Псов
TT Гончих Псов (лат. TT Canum Venaticorum), HD 112869 — двойная звезда в созвездии Гончих Псов на расстоянии приблизительно 6385 световых лет (около 1958 парсек) от Солнца. Звёздная величина диапазона Hp звезды — от +9,45m до +8,99m.
Открыта Рюгемером в 1933 году.
Зарегистрировано очень высокое соотношение 12C/13C*.

## Характеристики
Первый компонент — красный гигант, углеродная** пульсирующая полуправильная переменная звезда типа SRB (SRB) спектрального класса C3,5CH(R6p), или C-H4, или N1, или Na, или R. Масса — около 4,078 солнечной, радиус — около 112,166 солнечного, светимость — около 2174,282 солнечной. Эффективная температура — около 4024 K.
Второй компонент — красный карлик спектрального класса M. Масса — около 172,03 юпитерианской (0,1642 солнечной). Удалён в среднем на 2,389 а.е..